# Laélia Véron
Pour les articles homonymes, voir Véron.
Laélia Véron, née le 23 avril 1987 à Crest (Drôme), est une linguiste, stylisticienne et enseignante-chercheuse française.
Maîtresse de conférences à l'université d'Orléans, son travail porte principalement sur le langage en tant qu'instrument de pouvoir. Elle est connue pour sa présence dans les médias et sur les réseaux sociaux, où elle vulgarise les sciences du langage et l’analyse du français.

## Biographie

### Enfance et famille
Laélia Véron naît le 23 avril 1987 à Crest (Drôme) et grandit non loin de là, avec ses deux sœurs aînées, dans le hameau des Planeaux, dans la commune de Romeyer, sur les contreforts drômois du Vercors. Sa mère est professeure de français et son père est au chômage. Son parcours de vie est marqué par une exposition à la violence familiale, ce qui a influencé ses engagements personnels et professionnels.
Elle prend conscience, dans sa jeunesse, du rôle social du langage et des enjeux de pouvoir qui y sont associés ; c'est en quittant le milieu familial pour continuer ses études supérieures que son engagement militant s’affirme à la fois très à gauche et féministe, avec une préoccupation marquée pour le langage en tant qu'outil permettant, selon son usage, l'inclusion ou au contraire l’exclusion sociale.

### Études, engagement carcéral et carrière professionnelle
Après ses études secondaires, elle étudie en classe préparatoire littéraire au lycée du Parc de Lyon puis poursuit son cursus comme auditrice libre à l'École normale supérieure de Lyon, et obtient l'agrégation de lettres modernes.
En 2011, elle entame sous la direction d'Éric Bordas un doctorat en langue et littérature françaises dont la thèse est intitulée « Le trait d’esprit dans La Comédie humaine de Balzac : Étude stylistique ».
Au cours de ces années, elle commence à enseigner en prison avec l'association Genepi. Au sujet de son travail en milieu carcéral, Anne Rubin, professeur des écoles, présente Laélia Véron comme étant notamment une personne douée pour mettre à l'aise ses étudiantes et les faire s'exprimer davantage par écrit, y compris celles qui n'osaient pas le faire.
Elle soutient sa thèse en mars 2017.
En 2018, elle devient maîtresse de conférences à l'université d'Orléans. Ses recherches traitent du pouvoir des mots, qui peuvent être des armes mais aussi des outils d'émancipation.
Elle acquiert une certaine notoriété sur Twitter, où elle aborde et observe les usages politiques de la langue, ce qui lui vaut notamment de devenir en février 2019 chroniqueuse pour le site Arrêt sur images.
En avril 2019, elle publie avec Maria Candea, maîtresse de conférences à l'université de Paris-III et cofondatrice de la revue en ligne Glad, l'ouvrage Le français est à nous ! (sous-titré Petit Manuel d’émancipation linguistique) aux éditions La Découverte.
Laélia Véron présente entre septembre 2019 et juillet 2021 sur Binge Audio le podcast Parler comme jamais, soutenu par la délégation générale à la langue française et aux langues de France (DGLFLF),,,. Elle y invite notamment d'autres linguistes, telles que Françoise Gadet ou Auphélie Ferreira.
Elle réalise aussi des vidéos de réponses pour la médiatrice de Radio France,. En 2021 et en 2024, elle participe en tant que chercheuse à la websérie documentaire Derrière les paroles sur TV5 Monde : elle propose une analyse stylistique de chansons francophones contemporaines. 
À partir de septembre 2021, elle tient une chronique hebdomadaire dans l'émission Par Jupiter ! sur France Inter ; elle continue lorsque l'émission est renommée C'est encore nous ! en 2022 puis Le Grand Dimanche soir à l'automne 2023. En juin 2024, elle décide de démissionner de Radio France en soutien à l'humoriste Guillaume Meurice récemment licencié.
En 2021, elle publie avec Maria Candea le livre tiré de leur podcast, Parler comme jamais. En 2023, elle publie avec les linguistes atterrées le tract aux éditions Gallimard, Le français va très bien, merci. En 2024, elle publie avec la chercheuse Karine Abiven l'ouvrage Trahir et venger. Paradoxes des récits de transfuge de classe.

## Activités de recherche

### Travaux de recherche
Elle fait partie du laboratoire POLEN (POuvoir, LEttres, Normes) de l'université d'Orléans, en tant que maîtresse de conférences en stylistique et langue françaises.
Sa recherche porte sur la stylistique, la langue française et l'analyse de discours. Elle développe des approches croisées en langue, littérature et sciences humaines (sociocritique, sociostylistique), afin d'étudier les notions de récit et de narration.
Elle est vice-présidente de l'AIS (Association internationale de stylistique),.

### Le français est à nous!

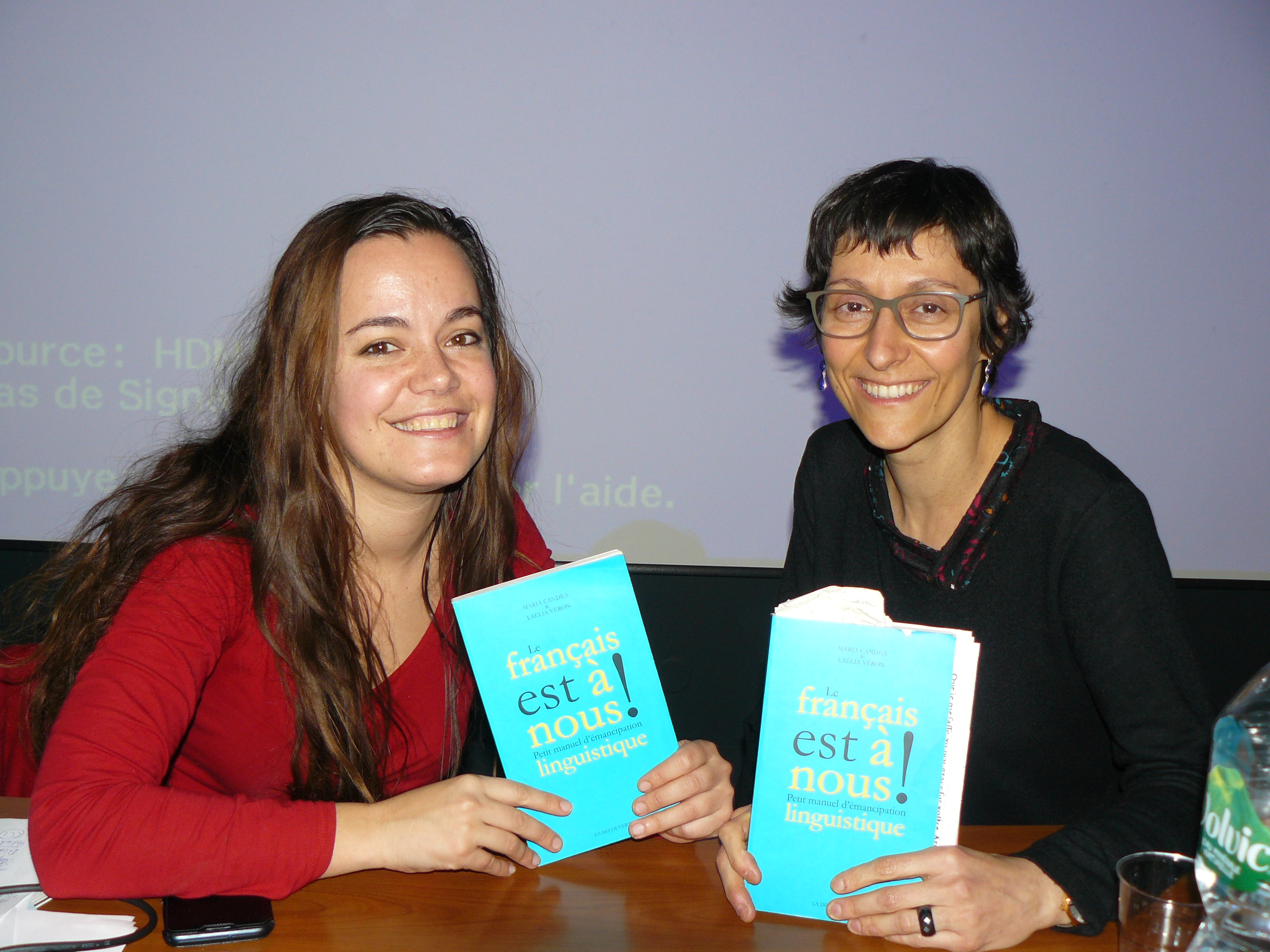
Laélia Véron (à gauche) et Maria Candea en 2020 avec leur ouvrage Le français est à nous !.

Avec une autre linguiste, Maria Candea, elle publie aux éditions La Découverte en 2019 l'essai Le français est à nous ! : Petit Manuel d’émancipation linguistique. Le livre est décrit par le magazine Sciences humaines comme étant rempli d’anecdotes savoureuses sur l’histoire de la langue et permettant avant tout de « comprendre comment se construit une langue, comment elle évolue, ou encore quels enjeux politiques et sociaux y sont attachés ». L’ouvrage est vu comme étant de la vulgarisation scientifique de qualité tout en permettant d'aborder des thèmes actuels comme les réformes de l’orthographe et de la grammaire, l'enseignement de la langue à l’école, la féminisation du lexique et l'écriture inclusive. Selon Sciences humaines toujours, l’ouvrage est bien argumenté, clair et robuste, malgré le propos engagé. Ainsi, selon le magazine, « la langue française évolue comme elle a toujours évolué, en mélangeant des apports divers, populaires ou étrangers, en alignant ses formes écrites sur de nouveaux usages et sur l’oral, et surtout en étant remise en question, ainsi qu’elle l’a été jusqu’à la fin du XIXe siècle », ce qui amène les autrices à se positionner contre la « fétichisation de la grammaire et de l’orthographe » et à plaider pour permettre davantage d'esprit critique et de liberté face à la langue française qui demeurerait avant tout le produit des usages qui en sont faits.
Selon la linguiste Françoise Gadet (professeure à Paris X), l'ouvrage de Maria Candea et Laelia Véron est accessible et permet une initiation à la sociolinguistique du français tout en ayant un ton engagé politiquement. Elle souligne que la sociolinguistique de Laelia Véron rend compte du fait que les usages linguistiques seraient inscrits dans les enjeux idéologiques et politiques sociétaux et tendraient à mener à une contrainte forçant vers une « seule bonne façon de s’exprimer », ce qui provoquerait une insécurité linguistique chez les locuteurs ne répondant pas aux normes imposées et attendues. Ainsi, l'ouvrage, « savant », conclut en appelant à une émancipation des usagers de la langue française.
Selon Jean-Baptiste de Montvalon, du journal Le Monde, le livre déconstruit des mécanismes de domination fondés sur la langue, tout en égratignant au passage des institutions prestigieuses, telles que l'Académie française. Il mentionne que le livre décrit notamment un processus idéologique de masculinisation de la langue française qui a eu lieu entre le XVIIe et le XIXe siècle, ainsi que l'aspect idéologique derrière le français dit « petit nègre », qui visait en fait à « enseigner un sous-français à des personnes auxquelles on ne voulait pas donner la citoyenneté française ».
Le blog des correcteurs du Monde fait une présentation élogieuse du livre Le français est à nous ! : Petit Manuel d'émancipation linguistique. Pour les auteurs du blog, les deux linguistes parviennent à captiver le lecteur et entrer dans des détails de l'histoire de la langue française tout en étant fort instructif.
Michel Feltin-Palas, de L'Express, dresse également une présentation élogieuse de l’ouvrage, qu’il juge pédagogique et « sans démagogie ni laxisme ». Il insiste sur l’importance de l’ouvrage pour déconstruire plusieurs clichés de la langue française, et juge que sa lecture devrait être obligatoire pour les enseignants, journalistes, académiciens et écrivains. Selon lui, les autrices « défendent une autre vision de l'amour de la langue française, qui consiste à passer du temps à la lire, à la parler, à l'écrire et à s'interroger à son propos ».
Il est question du livre Le français est à nous ! : Petit Manuel d’émancipation linguistique dans Avis critique de Raphaël Bourgois sur France Culture. Selon eux le livre se penche sur des questions épineuses concernant la langue française et ses supposés périls qui la menacerait de façon érudite et avec humour : « C’est en linguiste, avec la rigueur et la méthode de leur discipline, qu’elles abordent de manière réflexive la langue française, comme objet social, politique, et non comme une entité figée, dotée d’une essence abstraite dont les règles seraient fixées de toute éternité. Égratignant au passage la vénérable Académie française… ».
Sur le site du magazine Marianne, Samuel Piquet, blogueur et ancien professeur de lettres, défend quant à lui que l'ouvrage des deux autrices proposerait une analyse de la langue « bien plus politique que scientifique ». Il soutient que l'une des limites de l'ouvrage serait le recours à des sophismes de type homme de paille : selon lui, Maria Candea et Laélia Véron réduiraient les défenseurs d'un français exigeant à des personnes « terrorisées par l'invasion de l'anglais ou de l'arabe », dont le discours pourrait alors être présenté comme xénophobe.

### Parler comme jamais
Laélia Véron et Maria Candea mènent, pendant deux ans, un podcast à Binge Audio Parler comme jamais qui reçoit des chercheurs spécialistes de langue française sur des thèmes variés. Le podcast donnera lieu à une publication du même nom aux éditions Le Robert en 2021.

### Le français va très bien, merci(avec les linguistes atterrées)
Laélia Véron publie en 2023, avec le collective des linguistes atterrées le manifeste Le français va très bien merci ! dans la collection Tract des éditions Gallimard. Le livre est un succès de librairie,.

### Trahir et venger. Paradoxes des récits de transfuge de classe
Laélia Véron publie en 2024 avec Karine Abiven (chercheuse spécialiste du discours à la Sorbonne), Trahir et venger. Paradoxes des récits de transfuge de classe, une "analyse sociostylistique et politique du récit de transfuge de classe". Selon Le Monde, les autrices mobilisent les outils de l'analyse du discours pour s'interroger « notamment sur la façon dont ces œuvres, basées sur le récit de soi, dessinent une vision de l’ascension sociale éloignée des réalités actuelles ».
La chercheuse Lise Wajeman considère dans Mediapart qu'il s'agit d'une « passionnante analyse littéraire aux conséquences politiques ». Le chercheur Jérôme Meizoz dans Fabula déclare que c'est une étude "riche et documentée (médiatique, historique, politique et stylistique), qui comble une importante lacune critique".
La journaliste Ève Charrin déclare dans Sciences Humaines que « par l'analyse textuelle, la linguiste saisit les tensions et les contradictions qui traversent la société contemporaine dès qu'il est question de mobilité sociale ». Le Point parle d'un livre en « analyse du discours » qui « se contente de lever des lièvres... sans donner de réponses. Au lecteur d'y réfléchir ».
Le livre est associé à un travail universitaire collectif: un séminaire et un colloque. Les actes « Perspectives interdisciplinaires sur les récits de transfuge de classe » sont publiés en ligne dans la revue de sociologie de la littératures Contextes.

## Engagement militant
Laélia Véron est connue pour son engagement féministe, notamment sur le média social Twitter où elle est largement suivie (plus de 78 000 abonnés début 2022). Elle y défend son point de vue de chercheuse concernant le langage en tant qu'instrument de pouvoir : selon elle, le langage comme outil de pouvoir serait une bataille du politique et la parole serait confisquée par des élites. D’après la journaliste Yacha Hajzler, elle y « démonte le mythe d'un français immuable et intouchable ».
Elle participe en sa qualité de chercheuse et de féministe à l'émission de radio Pas son genre, qui traite de l'actualité sous l'angle des études de genre.
L’un des combats menés par Laélia Véron sur Twitter, et rapporté par Jean-Baptiste de Montvalon, a été de se prononcer contre les processus de « disqualification de la parole » des « gilets jaunes » passant par des moqueries envers la façon de s'exprimer des militants de la part de certains éditorialistes et chaînes d'information en continu.
Militante de gauche, elle a notamment été membre de la commission « justice » du Parti de gauche.
Par la suite, en 2019, elle figure parmi les intellectuels et politiques signataires d'un manifeste dénonçant des actes antimusulmans et l'islamophobie et appelant à manifester le 10 novembre, aux côtés de Mathilde Larrère, Danièle Sibony, Benoît Hamon, Yannick Jadot, Jean-Luc Mélenchon, à l’initiative de Madjid Messaoudene, de L.e.s. Musulmans, du Comité Adama, du CCIF, de l’UCL, du NPA, de l’UNEF et de Taha Bouhafs.
Elle était membre du conseil scientifique du think tank Intérêt général en 2020.

## Dénonciation de harcèlements
Au cours des dernières années, elle a dénoncé plusieurs inconduites sexuelles auxquelles elle a fait face dans sa vie, notamment au mois d'avril 2019, lorsqu'elle dénonce sur son compte Twitter un agent de bord de la compagnie Transavia pour ce qu'elle considère comme une « expérience similaire à du harcèlement de rue ». Elle témoigne aussi au sujet des agissements de son ancien colocataire à l'École normale supérieure de Lyon, Aymen Hacen, accusé depuis de harcèlement sexuel par de nombreuses femmes,,.
Lors de la sortie du livre de Nicolas Grégoire Pas avant le deuxième tour, elle souligne avec d'autres que ce dernier a participé à propager la « culture du viol » dans ses écrits : il est de fait accusé par plusieurs personnes de décrire un viol qu'il aurait commis à l'encontre d'une de ses anciennes compagnes.

## Ouvrages
- Le français est à nous ! : Petit Manuel d’émancipation linguistique (avec Maria Candea), Paris, La Découverte, coll. « Cahiers libres », 2019, 238 p. (ISBN 978-2-348-04187-7) ; rééd. avec une postf. inédite des autrices, coll. « La Découverte-Poche / Essais » (no 538), 223 p.  (ISBN 978-2-348-06990-1 et 978-2-348-06991-8) [lire en ligne].
- Parler comme jamais : La langue : ce qu'on croit et ce qu'on en sait (avec Maria Candea), Paris, Le Robert, coll. « Parler comme jamais », 2021, 323 p. (ISBN 978-2-321-01668-7).
- Approches matérialistes du réalisme en littérature (avec Vincent Berthelier, Anaïs Goudmand, Mathilde Roussigné), Presses Universitaires de Vincennes, 2021.
- Anne Abeillé, Julie Auger, Christophe Benzitoun, Heather Burnett, Maria Candea, Françoise Gadet, Médéric Gasquet-Cyrus, Antoine Gautier, Arnaud Hoedt, Jean-Marie Klinkenberg, Michel Launey, Julie Neveux, Rachel Panckhurst, Jérôme Piron, RF. Monté de Linguisticae, Corinne Rossari, Gilles Siouffi, Dan Van Raemdonck et Laélia Véron, Le français va très bien, merci, Gallimard, coll. « Tracts », 2023 (lire en ligne)
- Laélia Véron et Karine Abiven, Trahir et venger. Paradoxes des récits de transfuge de classe, La Découverte, 2024, 232 p.[32]